# Generał Józef Haller (2022)
Generał Józef Haller (SG-301) – polska jednostka patrolowa projektu OPV 70 zbudowana w latach 2022–2023 dla Morskiego Oddziału Straży Granicznej. Jednostka rozpoczęła służbę w 2023 roku i przeznaczona jest do patrolowania i ochrony morskiej granicy państwa, ochrony zewnętrznych granic Unii Europejskiej oraz usuwania zanieczyszczeń z powierzchni wody.

## Zamówienie i budowa
W 2019 roku Straż Graniczna rozpoczęła postępowanie przetargowe mające na celu dostarczenie pojedynczego pełnomorskiego patrolowca mającego zastąpić w służbie jedną z dotychczas eksploatowanych przez formację jednostek patrolowych projektu SKS-40: „Kaper-1” oraz „Kaper-2”. Oba patrolowce początkowo miały być przeznaczone dla urzędów morskich, jednak ostatecznie przekazano je Straży Granicznej. Służbę rozpoczęły w latach 1991–1992. Obie jednostki są dosyć wiekowe i dysponują ograniczoną dzielnością morską oraz możliwościami.
Pierwszy przetarg anulowano w listopadzie 2019 roku przez przekroczenie zakładanego budżetu przez jedynego oferenta – PGZ Stocznię Wojenną. Drugi przetarg uruchomiono jeszcze w grudniu. Ostatecznie do podpisania umowy na kwotę 111 milionów złotych doszło w październiku 2020 roku. Zwycięzcą postępowania została francuska stocznia Socarenam. Zgodnie z podziałem prac, kadłub jednostki zbudowano w gdańskiej stoczni Marine Projects, po czym został przeholowany do francuskiej stoczni w Calais. Budowa w 90% została sfinansowana ze środków Unii Europejskiej.
Prace nad SG-301 rozpoczęto w czerwcu 2021 roku. Rok później – 29 czerwca 2022 roku w Gdańsku zwodowano kadłub patrolowca. We wrześniu 2023 roku patrolowiec przypłynął do Polski, po czym rozpoczęły się odbiory techniczne.

## Służba
Uroczyste wcielenie do służby odbyło się 12 października 2023 roku przy nabrzeżu Kaszubskiego Dywizjonu Straży Granicznej w Gdańsku-Westerplatte. Jednostka otrzymała nazwę „Generał Józef Haller”, po Józefie Hallerze, generale Wojska Polskiego, oraz numer burtowy SG-301.
„Generał Józef Haller” przeznaczony jest do patrolowania i ochrony morskiej granicy państwa, ochrony zewnętrznych granic Unii Europejskiej oraz usuwania zanieczyszczeń z powierzchni wody. Głównym rejonem działań jest Morze Bałtyckie oraz Śródziemne. Jest to największa do tej pory jednostka eksploatowana przez Morski Oddział Straży Granicznej (MOSG).

## Konstrukcja
Kadłub SG-301 długi jest na 69,9 metra i szeroki na 11,5 metra przy wyporności 1140 ton. Zanurzenie wynosi 4,5 metra. Napęd patrolowca stanowi układ spalinowo–elektryczny z systemem oczyszczania spalin. Silniki elektryczne napędzają dwa pędniki azymutalne. Dodatkowo na dziobie zamontowano stery strumieniowe, poprawiające manewrowość jednostki. Skonfigurowana w ten sposób siłownia pozwala osiągnąć prędkość maksymalną wynoszącą 19 węzłów. Zasięg SG-301 określono na 2600 Mm przy prędkości 9 węzłów. Załoga stała SG-301 liczy 20 osób, jednak w zależności od profilu misji może zostać zwiększona do 35 osób. Przy pełnym obsadzeniu załogi autonomiczność wynosi 12 dni.
W części rufowej znajdują się dwa kontenery dwudziestostopowe dla 250 rozbitków, których może przyjąć jednostka na 24 godziny. Również w części rufowej ulokowano żuraw do obsługi urządzeń do likwidacji skażeń. SG-301 dysponuje również dwiema łodziami sztywnoburtowymi: jedną interwencyjno-ratowniczą oraz drugą interwencyjno-abordażową. Na śródokręciu umiejscowiono drugi mniejszy żuraw hydrauliczny. Oprócz tego „Generał Józef Haller” dysponuje dwiema armatkami wodnymi oraz lądowiskiem dla bezzałogowego statku powietrznego w części dziobowej.